# Sinthusa kuyaniana
Sinthusa kuyaniana är en fjärilsart som beskrevs av Matsumura 1919. Sinthusa kuyaniana ingår i släktet Sinthusa och familjen juvelvingar. Inga underarter finns listade i Catalogue of Life.